# Horton
Horton (eng. Horton, Hears a Who!) je animirani film animiran tehnikom CGI, snimljen prema priči poznatog američkog spisatelja za djecu, Dr. Seussa. Film je režirao Jimmy Hayward iz Blue Sky Studija. U ovom filmu, Hortonu je glas posudio Jim Carrey, kojem je ovo drugo utjelovljenje lika iz bajke Dr. Seussa

## Radnja
U džungli Nool živi vesela družina koju predvodi slon Horton. U džungli živi i samoprozvana vladarica džungle, klokanica zajedno sa svojim mladuncem. Horton pronalazi jedan cvijet s trunom. U tom trunu, prema Hortonovim riječima, nalazi se Kojegrad, u kojem žive mali ljudi. Horton je u pravu, ali nitko mu ne vjeruje. Horton spašava trun od propasti i bježi s njim od orla Vladimira i klokanice. Na kraju dokaže cijeloj džungli da je bio u pravu, a Kojegrad s Kojegrađanima spašava i sprema na sigurno.

## Uloge i hrvatska sinkronizacija
| Ime                           | Original         | Hrvatska verzija      |
| ----------------------------- | ---------------- | --------------------- |
| Horton                        | Jim Carrey       | Krešimir Mikić        |
| Načelnik Nedjeljko Sjemenarac | Steve Carrell    | Filip Juričić         |
| Sur Klokanica                 | Carol Burnett    | Ksenija Marinković    |
| Pripovjedač                   | Charles Osgood   | Sven Medvešek         |
| Predsjedavajući               | Dan Fogler       | Aleksandar Cvjetković |
| Vlado Vladimir                | Will Arnett      | Robert Ugrina         |
| Sajla                         | Amy Poehler      | Maja Katić            |
| Morton                        | Seth Rogen       | Ozren Grabarić        |
| Ivica                         | Jonah Hill       | Dražen Bratulić       |
| Zubar                         | Joe Pasquale     | Antonio Franić        |
| Bubi                          | Josh Flitter     | Marin Arman Grbin     |
| Gđa. Quilligan                | Jaime Pressly    | Ivana Bakarić         |
| Ja-Jo                         | Jesse McCartney  | Dino Jelusić          |
| Gđa. Jauk                     | Niecy Nash       | Branka Cvitković      |
| Yummo                         | Dan Fogler       | Mario Tarle           |
| Dr. Žužu                      | Isla Fisher      | Judita Franković      |
| Helga                         | Selena Gomez     | Mara Bajsić           |
| Hana                          | Ellie Martino    | Iva Vučković          |
| Katica                        | Samantha Droke   | Greta Jurić           |
| Koraljkica                    | Shelby Adamowsky | Ivona Filipović Grčić |
| Hildy                         | Samantha Droke   | Angelina Grgić        |
| Willy                         | Bill Farmer      | Bojan Navojec         |

Ostali glasovi:
- Toni Bahat
- Goran Kuretić
- Roman Wagner
- Denin Serdarević
- Nikola Dabac
- Dejan Gotić
- Peđa Bajović

Vokali:
- Vladimir Pavelić
- Dragan Brnas
- Mustafa Softić
- Ivana Čabraja
- Daria Hodnik Marinković
- Jadranka Krištof

- Tonska obrada: Livada Produkcija
- Prijevod: Dino Tomaš Brazzoduro
- Redateljica dijaloga: Pavlica Bajsić Brazzoduro
- Redatelj vokala: Nikša Bratoš
- Prijevod stihova dijaloga i vokala: Dino Tomaš Brazzoduro
- Tonski snimatelj: Ivor Plužarić
- Mix studio: SYMXSPEED post production
- Supervizor produkcije: Denin Serdarević

## Vanjske poveznice
- Službena stranica
- Horton u internetskoj bazi filmova IMDb-a
- Horton na Box Office Mojo
- Horton na Rotten Tomatoes